# Deák-féle btk.
Az 1843-1844-ben elkészült büntetőjogi javaslatok közül – melyek az anyagi jogi, eljárásjogi és büntetés végrehajtási törvényjavaslatok voltak – az anyagi jogit szokás Deák-féle btk.-nak nevezni. A kodifikációs bizottságot Deák Ferenc elnökölte.

## Általánosságban a javaslatról
Rendelkezései meglehetősen haladó szemléletet tükröztek. Nem tettek különbséget – többek között – az egyes társadalmi csoporthoz tartozás alapján. Az egyházi személyekre, a nemesekre és a nem nemesekre egyaránt ugyanazok a rendelkezések vonatkoztak. E miatt az egyház tiltakozását fejezte ki.

## Tagozódása
A javaslat két fő részből állt, általános és különös részből. Ezen kívül a bűncselekmények két fajtáját különbözteti meg, a bűntetteket és a kihágásokat, mely utóbbit a függelék tartalmazta.

### Általános rész
Részletesen kimunkálja több – ma már alapvető – jogintézmény elveit, úgy, mint például az elévülést, vagy a kísérletet, hogy csak kettőt említsünk a nélkül, hogy a teljességre törekednénk.
Korát messze megelőző szellemiségéről árulkodik az, hogy a büntetési nemek közt nem szabályoz becstelenítő, testi fenyítő büntetést, valamint halálbüntetést sem. Jellemzően szabadságvesztés-centrikus, mely esetében megtalálható úgy a határozott ideig tartó, mint az életfogytig tartó rabság is. De ezen kívül kiszabható közhivatal elvesztése, pénzbüntetés és bírói megdorgálás is.
A büntetés kiszabása során a bírónak korlátlan enyhítési lehetőséget, azaz korlátlan bírói leszállást tesz lehetővé, ugyanis csupán a büntetési tételek maximumát határozza meg.

### Különös rész
A bűntettek négy csoportját különbözteti meg, úgy, mint a személy elleni, vagyon elleni, társadalom elleni, valamint az állam elleni bűntettek.

## 1843-44. évi országgyűlés
Az alsótábla mindhárom javaslatot elfogadta. A felsőtábla azonban az anyagi jogi és az eljárásjogi javaslatot elutasította, a börtönrendszerről szóló törvényjavaslatot pedig a király megvétózta. Így tehát mindhárom elbukott, feltehetően a túlzottan haladó szemlélete miatt.

## Hatása a későbbi jogalkalmazásra
A törvényjavaslatok – bár nem lettek törvények – elvei nem merültek feledésbe, hatásuk megfigyelhető a későbbi bírói gyakorlatban. A halálbüntetések, testi fenyítő, megalázó büntetések egyre inkább háttérbe szorultak. Egyes megyékben például helyi rendelettel (statútummal) törölték el a testi fenyítés alkalmazását.